# Schreiner Márton
Schreiner Márton (Nagyvárad, 1863. június 8. – Lankwitz, 1926. október 9.) rabbi, orientalista, vallásfilozófus.

## Életpályája
A középiskolát Nagyváradon járta ki. 1881-ben Budapestre költözött. Nyelvészeti tanulmányait Goldziher Ignác vezetésével a budapesti egyetemen, teológiai tanulmányait az Országos Rabbiképző Intézetben végezte el 1881–1886 között. 1886-ban bölcselet-doktori oklevelet szerzett. 1886-ban rabbiként dolgozott Dunapentelén, 1887–1890 között Csurgón. 1887-ben rabbi oklevelet kapott. 1890–1893 között az Országos Izraelita Tanítóképző intézet tanára volt. 1894-től a berlini Lehranstalt für die Wissenschaft des Judentums tanára volt. 1902-ben elméje elborult; szanatóriumba került.
A zsidó-arab irodalom, az arab irodalom zsidó vonatkozásai és a zsidó vallásfilozófia kutatója volt.

## Művei
- Adalékok a bibliai szöveg kiejtésének történetéhez (Budapest, 1885)
- Prédikácziók (Csurgó, 1887)
- Az iszlám vallásos mozgalmai az első négy században (Budapest, 1889)
- Zur Geschichte der Polemik zwischen Juden und Muhammedanern (Zeitschrift der Deutschen morgenländischen Gesellschaft, XLII., 1889)
- Zur Geschichte des Aśʿaritenthums (Leiden, 1890)
- Bibliai szemelvények I–II. kötet (Budapest, 1891–1893)
- Le Kitâb al-Mouhâdara wa-L-Moudhâkara de Moïse B. Ezra et ses sources (Párizs, 1892)
- Der Kalâm in der jüdischen Literatur (Berlin, 1895)
- Contributions à l'histoire des Juifs en Égypte (Versailles, 1896)
- Studien über Jeschua ben Jehuda (Berlin, 1900)